# Hans Limburg
Hans Limburg (* 27. Mai 1933 in Millich/Kr. Erkelenz; † 29. Juli 2022 in Königswinter) war ein deutscher Bibliothekar.

## Leben
Hans Limburg studierte nach der Reifeprüfung am Collegium Josephinum Bonn des Redemptoristenordens zunächst Katholische Theologie und Philosophie an der Philosophisch-Theologischen Hochschule der Redemptoristen in Hennef-Geistingen und schloss dieses Studium 1962 mit dem Examen ab. Nachdem er sich einige Zeit um die Bibliothek seines Ordens gekümmert hatte, setzte er sein Studium in den Fächern Geschichte, Wirtschaftsgeschichte und Philosophie fort und promovierte 1967 an der Universität Bonn.
Hieran schloss sich als Bibliotheksreferendar an der Universitätsbibliothek Bonn die Ausbildung für den höheren Bibliotheksdienst an, die er 1969 mit der Fachprüfung am Bibliothekar-Lehrinstitut des Landes Nordrhein-Westfalen beendete. Von 1969 bis 1972 arbeitete er an der Bibliothek der Pädagogischen Hochschule Rheinland in Köln und wechselte 1972 an die Universitäts- und Stadtbibliothek Köln als ihr stellvertretender Direktor bis 1986. Von 1986 bis zum Eintritt in den Ruhestand 1998 war er als Nachfolger von Severin Corsten Leitender Bibliotheksdirektor dieser Bibliothek.
In seinen Forschungen beschäftigte er sich vor allem mit der Geschichte des Deutschen Ordens.

## Schriften (Auswahl)
- Die Hochmeister des Deutschen Ordens und die Ballei Koblenz (= Quellen und Studien zur Geschichte des Deutschen Ordens, Bd. 8). Verl. Wiss. Archiv, Bad Godesberg 1969 (Dissertation Universität Bonn).
- Partes Inferiores. Beobachtungen zur Verwaltungsstruktur des Deutschen Ordens im Westen des Reiches während des 13. Jahrhunderts. In: Annalen des Historischen Vereins für den Niederrhein, Bd. 171 (1969), S. 259–268.
- Alfons von Liguori als Autor und die Verbreitung seiner Schriften. In: Archiv für Geschichte des Buchwesens, Bd. 11 (1971), Sp. 1359–1436.
- Die Literaturversorgung nach den Zielvorstellungen der nordrhein-westfälischen Planungsgruppe. In: Paul Kaegbein (Hrsg.): Bibliothekarische Kooperation. Aspekte und Möglichkeiten (= Zeitschrift für Bibliothekswesen und Bibliographie, Sonderhefte, Bd. 18). Klostermann, Frankfurt/M. 1974, S. 43–61.
- Der praxisbegleitende Unterricht als Problem. In: Helmut Sontag (Hrsg.): Überregionale Literaturversorgung und Kostenrechnung in Bibliotheken (= Zeitschrift für Bibliothekswesen und Bibliographie, Sonderhefte, Bd. 24). Klostermann, Frankfurt/M. 1977, S. 199–213, ISBN
- Die Bibliothekswissenschaft kam auf leisen Sohlen. Ist sie nun wirklich da? In: Mitteilungsblatt/Verband der Bibliotheken des Landes Nordrhein-Westfalen, N.F., Bd. 29 (1979), S. 1–12.
- Was ist Bibliothekswissenschaft, läßt sie sich nicht definieren? In: Mitteilungsblatt/Verband der Bibliotheken des Landes Nordrhein-Westfalen, N.F., Bd. 29 (1979), S. 12–20.
- Schwester, Halbschwestern und Halbbrüder des Deutschen Ordens im Mittelalter, dargestellt am Kommendenverband Koblenz. In: Udo Arnold (Hrsg.): Von Akkon bis Wien. Studien zur Deutschordensgeschichte vom 13. bis zum 20. Jahrhundert ; Festschrift zum 90. Geburtstag von Althochmeister P. Dr. Marian Tumler O.T. am 21. Oktober 1977 (= Quellen und Studien zur Geschichte des Deutschen Ordens, Bd. 20). Elwert, Marburg 1978, S. 14–28, ISBN 3-7708-0606-9.
- (Hrsg.): Ars impressoria. Entstehung und Entwicklung des Buchdrucks ; eine internationale Festgabe für Severin Corsten zum 65. Geburtstag. Saur, München 1986, ISBN 3-598-10587-8.
- Datenverarbeitung in der Universitäts- und Stadtbibliothek Köln. Ein Überblick über die Entwicklung. In: Engelbert Plassmann (Hrsg.): Buch und Bibliothekswissenschaft im Informationszeitalter. Internationale Festschrift für Paul Kaegbein zum 65. Geburtstag. Saur, München 1990, S. 152–162, ISBN 3-598-10915-6.
- Wozu dient und wem nützt die neue Ausbildung für den gehobenen Dienst? Anmerkungen zu den Thesen von Gödert und Jüngling. In: Mitteilungsblatt/Verband der Bibliotheken des Landes Nordrhein-Westfalen, N.F, Bd. 45 (1995), S. 35–45.
- Ernst von Oidtmann (1853–1937). In: Gernot Gabel (Red.): Kölner Sammler und ihre Bücherkollektionen in der Universitäts- und Stadtbibliothek Köln (= Schriften der Universitäts- und Stadtbibliothek Köln, Bd. 13). Köln 2003, S. 111–125, ISBN 3-931596-25-7.

Festschrift
- Gernot Gabel u. a. (Hrsg.): De officio bibliothecarii. Beiträge zur Bibliothekspraxis ; Hans Limburg zum 65. Geburtstag gewidmet. Greven, Köln 1998, ISBN 3-7743-0311-8 (Bibliographie S. 261ff.).